# 고카와데라

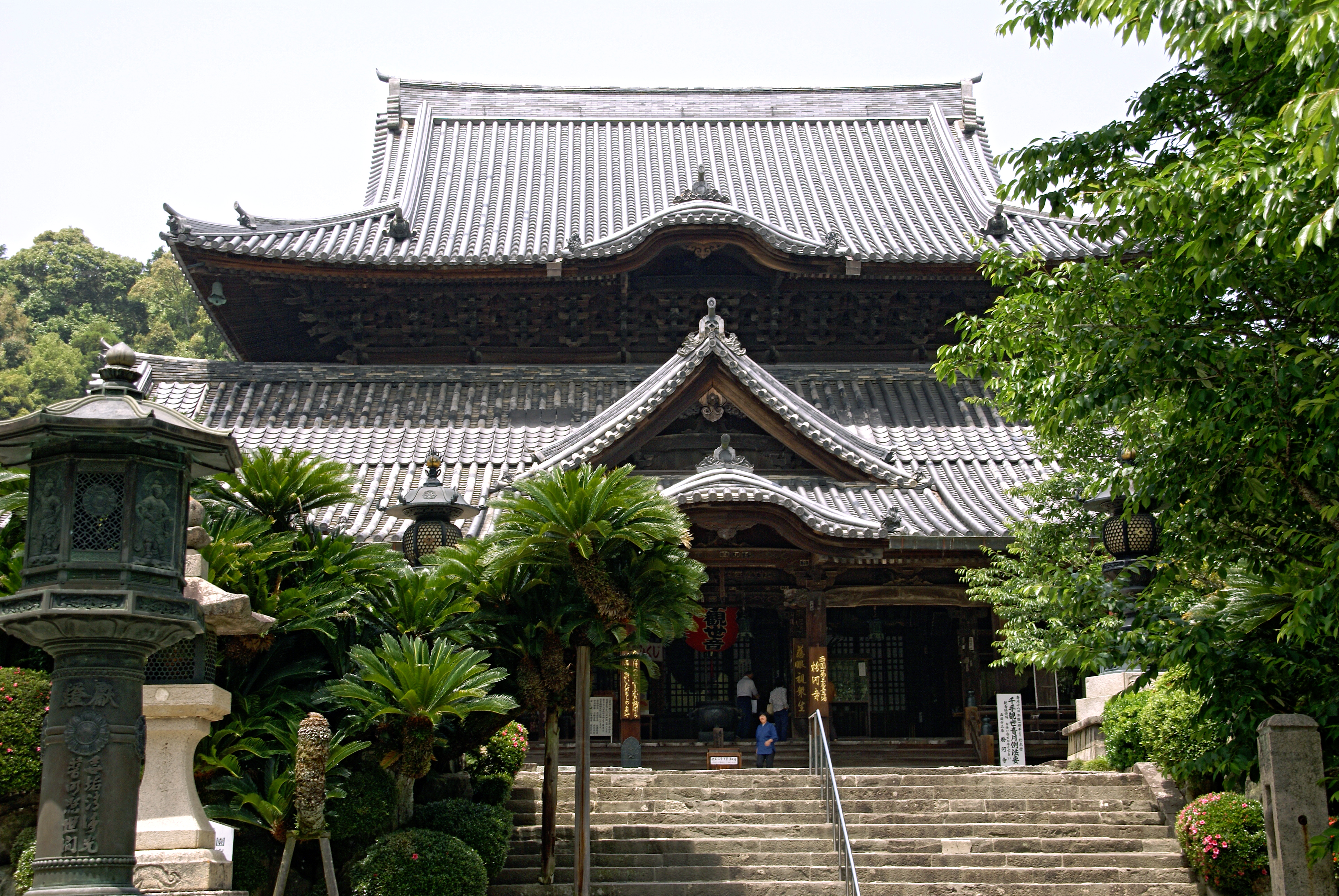
고카와데라

고카와데라(일본어: 粉河寺 고카와데라[*]→분하사)은 와카야마현 기노카와시에 위치한 절이다.